# Fontaine de la Roquette
Fontaine de la Roquette är en fontän vid Rue de la Roquette i Quartier de la Roquette i Paris elfte arrondissement. Fontänen som invigdes år 1846, har bland annat en lejonmaskaron, ur vilken vattnet tidigare porlade.
Fontaine de la Roquette är sedan år 1992 ett monument historique.

## Omgivningar
- Notre-Dame-du-Perpétuel-Secours
- Square de la Folie-Régnault
- Rue du Faubourg-Saint-Antoine
- Place de la Bastille
- Square de la Roquette
- Cour Debille
- Passage Thiéré
- Passage Saint-Sabin

## Bilder
| - Square de la Roquette. |